# Danmarks ambassadør i Tyrkiet
 Der er for få eller ingen kildehenvisninger i denne artikel, hvilket er et problem. Du kan hjælpe ved at angive troværdige kilder til de påstande, som fremføres i artiklen.

Dette er en liste over Danmarks ambassadører i Tyrkiet.
- Paul Friis (1942-1943)
- Birger Ove Kronmann (1960-1965)
- Harry Emil Poul Toyberg-Frandzen (1965 - 1970)
- S. Sandager Jeppesen (1970-1975)
- Lorenz Petersen (1975-1981)
- Mogens Edsberg (1981-1984)
- Kjeld Willumsen (1984-1987)
- H.H. Bruun (1987-1989)
- N.C. Tillisch (1989-1994)
- Niels Helskov (1994-1999)
- Carsten Søndergaard (1999-2001)
- Christian Hoppe (2001-2006)
- Kim Jørgensen (2006-2007)
- Jesper Vahr (2007-2009)
- Ole Egberg Mikkelsen (2009-2011)
- Ruben Madsen (2011-2016)
- Svend Olling (2016-)